# Radioligand
Un radioligand est un ligand marqué avec un radioisotope utilisé comme radiotraceur à des fins de diagnostic ou de recherche médicale sur des récepteurs de l'organisme. Les radioisotopes généralement utilisés sont :
- 3T – tritium ;
- 14C – carbone 14 ;
- 18F – fluor 18 ;
- 35S – soufre 35 ;
- 64Cu – cuivre 64 ;
- 99mTc – technétium 99m ;
- 131I – Iode 131.

En imagerie cérébrale par exemple, on injecte le radioligand dans le tissu étudié ou dans le flux sanguin afin qu'il atteigne son récepteur et se lie à lui. Sa distribution spatiale est alors déterminée au gré de sa désintégration radioactive par tomographie par émission de positrons (PET) ou par tomographie par émission monophotonique (SPECT). Cette approche est souvent utilisée in vivo pour mesurer l'affinité d'une molécule à tester avec un site de liaison sur un récepteur de radioligand : plus cette affinité est élevée et plus le radioligand est déplacé du site de liaison de son récepteur, ce qui se mesure par scintigraphie. Cette analyse est couramment pratiquée pour évaluer la constante de liaison de diverses molécules à différents récepteurs. Le carbone 11, le fluor 18 et le cuivre 64 sont couramment utilisés pour l'imagerie moléculaire par PET.
Des radioligands peuvent être conçus pour se lier sélectivement à un neurorécepteur ou à un transporteur particulier de neurotransmetteur. Ce sont par exemple :
- 11C-WAY-100635 (en) pour le récepteur 5-HT1A ;
- N1-([11C]-méthyl)-2-Br-LSD ([11C]-MBL) pour les récepteurs 5-HT2 (en)[1] ;
- 18F-altansérine (en) et 18F-sétopérone (en) pour le récepteur 5-HT2A (en)[2] ;
- 11C-kétansérine (en)[3] et kétansérine tritiée ;
- 11C-DASB (en) pour le transporteur de la sérotonine[4] ;
- 3T-WIN 55212-2 (en) pour les récepteurs cannabinoïdes[5] ;
- [11C]flumazénil pour récepteurs GABAA[6] ;
- (+)PHNO pour les récepteurs de la dopamine D2 (en)[7] ;
- [11C]raclopride pour les récepteurs de la dopamine D2 (en)[8].